# Верн Шупан
Верн Шупан (на английски: Vern Schuppan) е австралийски пилот от Формула 1, роден е на 13 март 1943 г. в Уайала, Южна Австралия, Австралия.

## Кариера във Формула 1
Верн Шупан дебютира във Формула 1 през 1972 г. в Голямата награда на Белгия с тима на БРМ, в световния шампионат на Формула 1 записва 11 участия като не успява да спечели точки. Състезава се за четири различни отбора.